# Scott Arfield
Scott Arfield (Livingston, Reino Unido, 1 de noviembre de 1988) es un futbolista canadiense que juega en la posición de centrocampista en el Falkirk F. C. de la Scottish Premiership. Desde 2016 juega con la selección de fútbol de Canadá. 

## Trayectoria

### Comienzos
Arfield comenzó a jugar en las categorías inferiores del Falkirk donde consiguió llegar hasta el primer equipo, su debut oficial se produjo el 4 de agosto de 2007 ante el Gretna F. C. en un partido de la Scottish Premiership. Su primer gol con el Falkirk llegó en la derrota contra el Inverness Caledonian Thistle en septiembre de 2007. 

### Rangers
En 2018 fichó por el Rangers libre del Burnley.

## Clubes
| Club                       | País           | Año       |
| -------------------------- | -------------- | --------- |
| Falkirk F. C.              | Escocia        | 2007-2010 |
| Huddersfield Town A. F. C. | Inglaterra     | 2010-2013 |
| Burnley F. C.              | Inglaterra     | 2013-2018 |
| Rangers F. C.              | Escocia        | 2018-2023 |
| Charlotte F. C.            | Estados Unidos | 2023-2024 |
| Bolton Wanderers F. C.     | Inglaterra     | 2024-2025 |
| Falkirk F. C.              | Escocia        | 2025-     |

## Palmarés

### Títulos nacionales
| Título               | Club          | País    | Año  |
| -------------------- | ------------- | ------- | ---- |
| Scottish Premiership | Rangers F. C. | Escocia | 2021 |
| Copa de Escocia      | Rangers F. C. | Escocia | 2022 |